# Adamu Mu'azu
Adamu Mu'azu, född 11 juni 1955, var guvernör i Bauchi i Nigeria mellan 29 maj 1999 och 29 maj 2007.